# Kasa de la Muntanya
La Kasa de la Muntanya (en español: Kasa de la Montaña) es un antiguo cuartel de la Guardia Civil okupado, situado en Barcelona. Fue construido en 1909, por Eusebio Güell, abandonado por la Guardia Civil en 1983, y okupado en 1989. Se convirtió en el espacio central del movimiento okupa de Barcelona como centro social. La familia Güell emprendió una larga batalla legal para recuperar la propiedad del edificio y luego inició negociaciones con el Ayuntamiento de Barcelona sobre su uso. El consejo anunció en 2019 un plan para comprar el edificio y transformarlo en viviendas sociales.

## Historia
En 1909, el empresario Eusebi Güell construyó una comisaría de policía en el barrio de La Salud de Gracia y se la entregó a la Guardia Civil, con el acuerdo de que el edificio volvería a ser propiedad de la familia Güell cuando el Estado dejara de utilizarlo. El cuartel fue importante debido a que en aquella época se producían en la ciudad muchos enfrentamientos violentos entre sindicatos y empresarios. El edificio quedó abandonado en 1983, cuando la Guardia Civil lo abandonó tras un atentado del grupo nacionalista catalán Terra Lliure.   La familia Güell intentó recuperar el edificio pero el Ministerio del Interior asumió la propiedad para luego dársela al Ministerio de Hacienda.

## Okupación
El edificio fue ocupado en noviembre de 1989 y recibió el nombre en catalán de Kasa de la Muntanya, que significa Kasa de la Montaña en español.  El nombre utiliza una "K" en lugar de la "C" habitual en Casa, porque los okupas recuperaron el uso de la letra "K" (raramente utilizada en español y catalán) para significar su diferencia con la sociedad de masas. La okupación del inmueble anunció el apogeo de la okupación en Gracia a principios de los años noventa.  Se convirtió en un conocido centro social autogestionado anarquista, antifascista y anticapitalista que alberga eventos como charlas, cafés, beneficios, conferencias y festivales.
La familia Güell continuó presionando para la devolución del edificio después de que la Guardia Civil lo cediera oficialmente en 1992. El Tribunal Superior de Justicia de Madrid desestimó el caso, estimando que los herederos que reclamaron eran herederos de los herederos y, por tanto, no tenían derechos sobre el edificio. La familia apeló ante el Tribunal Supremo, que devolvió el caso al Tribunal Superior, en el que la familia finalmente obtuvo el derecho de posesión en 2007. El resultado fue un impasse, ya que los ocupantes permanecieron en el edificio mientras la familia Güell negociaba con el Ayuntamiento, que les informó de que estaba catalogado y no zonificado para vivir. 
En 2001 se produjo un intento de desalojo del edificio, cuando se desalojó el cercano Kan Ñoqui y la Policía Nacional aprovechó la oportunidad para desalojar también Kasa de la Muntanya. Durante los dos días de disturbios que siguieron al desalojo, el edificio fue ocupado nuevamente y un hombre perdió un ojo por una bala de goma disparada por la policía.  Después de once años de batallas legales, la justicia española le negó al hombre cualquier compensación por su pérdida y en 2013 llevó su caso al Tribunal Europeo de Derechos Humanos. Al año siguiente, se prohibió el uso de balas de goma en Cataluña.
El colectivo de la Kasa de la Muntanya anunció en 2013 que habían desmontado una sofisticada cámara espía que grababa a todas las personas que entraban y salían de la casa okupa. La cámara se había instalado primero en la cubierta del colegio Turó del Cargol y después se trasladó a la cubierta del Hospital de l'Esperança. En diciembre de 2014, los Mozos de Escuadra allanaron la Kasa de la Muntanya y otros espacios de Barcelona en busca de pruebas de un supuesto complot terrorista anarquista. Ninguna de las veinte personas que se encontraban en la casa fue detenida, aunque se incautaron libros, teléfonos móviles y ordenadores. La Audiencia Nacional desestimó posteriormente en 2017 todos los cargos relacionados con la presunta trama.
El Ayuntamiento anunció en 2019 que había reservado 1.774.000 euros para comprar el edificio a la familia Güell. El plan era construir 12 apartamentos de vivienda social y los ocupantes dijeron que apoyaban la construcción de viviendas sociales.